# Antonov An-2
An-2 (NATO-kodenavn Colt) er et enmotoret sovjetisk let transportfly bygget af Antonov.
Selvom det er et biplan, havde det først sin jomfruflyvning d. 31. august 1947 og har siden da været det mest anvendte fly af sin type i det sovjetiske taktiske luftvåben, samt de lande, der under Den kolde krig stod på Sovjetunionens side. 
Flyet er ikke længere i operativ militær tjeneste, men anvendes fortsat til bl.a. faldskærmsudspring, sprøjtning af marker m.v. Flyets konstruktion gør, at det er i stand til at flyve forholdsvist langsomt, hvilket indebærer, at flyet kan lande og lette på meget korte startbaner (STOL) – og disse kan endda være af meget dårlig beskaffenhed.
An-2 er det største enmotorede biplan, der nogen sinde er blevet produceret.
Andre versioner baseret på An-2:
- An-3: Turboprop-version af An-2.
- An-4: Pontonversion af An-2.
- An-6: Special version af An-2 beregnet til meteorologisk overvågning.